# صموئيل جيتلر همر
صموئيل جيتلر همر (بالإسبانية: Samuel Gitler)‏ هو رياضياتي مكسيكي، ولد في 14 يوليو 1933 في مدينة مكسيكو في المكسيك، وتوفي بنفس المكان في 9 سبتمبر 2014.